# Seth Rider
Seth Rider (* 6. März 1997 in Germantown) ist ein US-amerikanischer Triathlet.

## Werdegang
Seth Rider wurde 2015 US-amerikanischer Junioren-Meister Triathlon.
In der Weltmeisterschafts-Rennserie 2021 belegte er als bester US-Amerikaner den neunten Rang.
2022 wurde er in Montreal Dritter bei der ITU-Weltmeisterschaft, im Staffel-Team zusammen mit Taylor Spivey, Kevin Mcdowell und Summer Rappaport.

### Olympische Sommerspiele 2024
Seth Rider wurde im Mai 2024 für einen Startplatz bei den Olympischen Sommerspielen 2024 nominiert und er belegte in Paris den 29. Rang. In der gemischten Staffel holte der 27-Jährige zusammen mit Morgan Pearson, Taylor Spivey und Taylor Knibb die Silbermedaille für die Vereinigten Staaten.
Im April 2025 wurde der 28-Jährige Vierter in Kalifornien auf der Mitteldistanz im Ironman 70.3 Oceanside.

## Sportliche Erfolge
| Datum/Jahr    | Rang | Wettbewerb                                          | Austragungsort      | Zeit     | Bemerkung                                                                                  |
| ------------- | ---- | --------------------------------------------------- | ------------------- | -------- | ------------------------------------------------------------------------------------------ |
| 31. Mai 2025  | 14   | ITU World Championship Series 2025                  | Alghero             | 01:47:03 |                                                                                            |
| 5. Aug. 2024  | 2    | Olympische Sommerspiele 2024, Mixed Relay           | Paris               | 01:25:40 | in der gemischten Staffel mit Morgan Pearson, Taylor Spivey und Taylor Knibb               |
| 31. Juli 2024 | 29   | Olympische Sommerspiele 2024                        | Paris               | 01:47:53 |                                                                                            |
| 25. Mai 2024  | 20   | ITU World Championship Series 2024                  | Cagliari            | 01:42:56 |                                                                                            |
| 26. Juni 2022 | 3    | ITU Sprint Triathlon World Championship Mixed Relay | Montreal            |          | Weltmeisterschaft, im Team zusammen mit Taylor Spivey, Kevin Mcdowell und Summer Rappaport |
| 1. Aug. 2015  | 1    | USA Triathlon Junior National Championships         | West Chester (Ohio) | 00:57:35 |                                                                                            |

| Datum/Jahr   | Platz | Wettbewerb             | Austragungsort | Zeit     | Bemerkung |
| ------------ | ----- | ---------------------- | -------------- | -------- | --------- |
| 5. Apr. 2025 | 4     | Ironman 70.3 Oceanside | Oceanside      | 03:49:18 |           |

(DNF – Did Not Finish)